# 円山公園 (台北市)

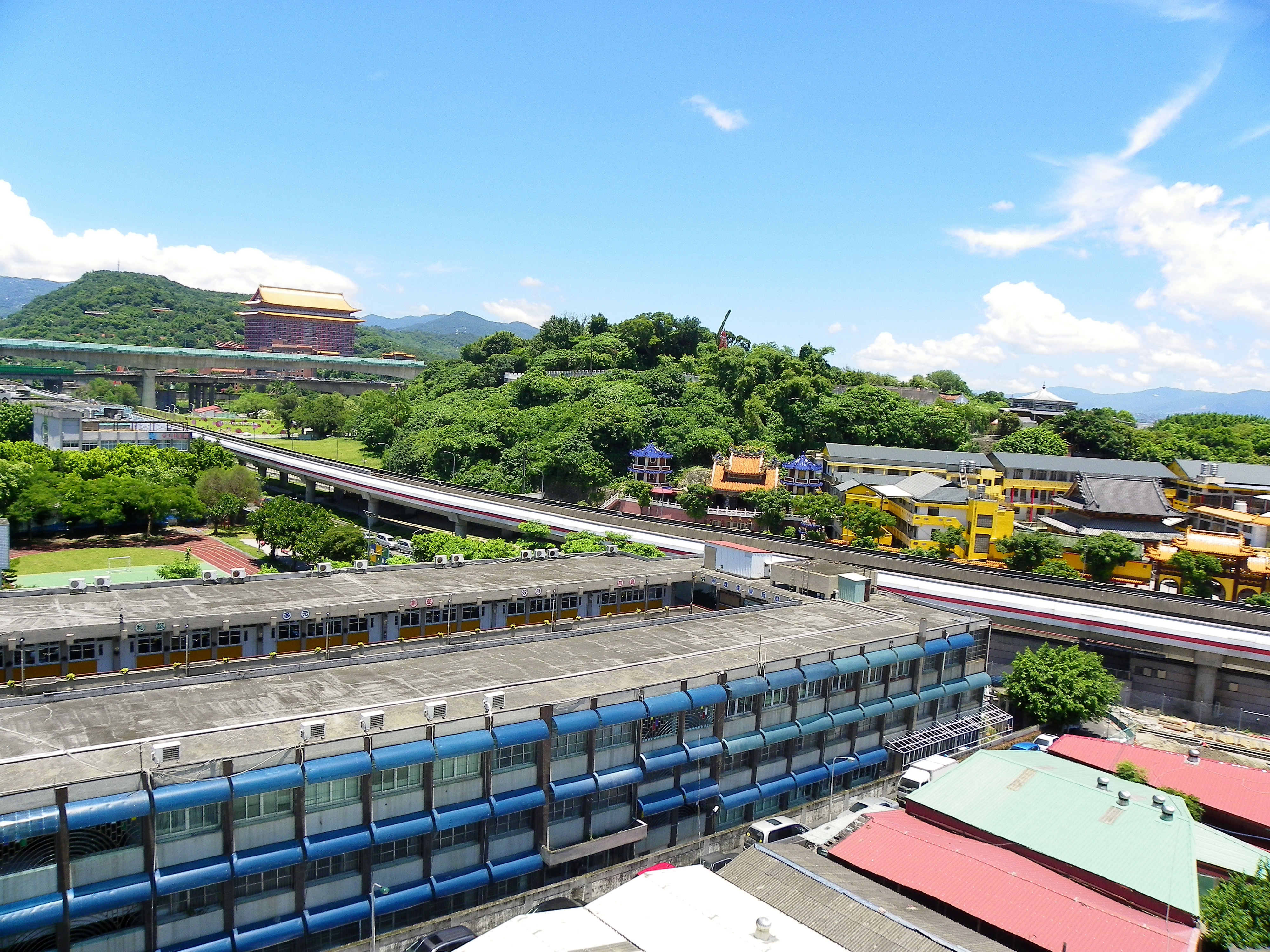
台北捷運淡水線の西側から望む圓山

円山公園（まるやまこうえん）は、台湾台北市中山区にある台湾最初の公園である。
元々当園は陸軍墓地であったが台北県知事橋口文蔵の提案により、公園として1896年または1897年に開園した。

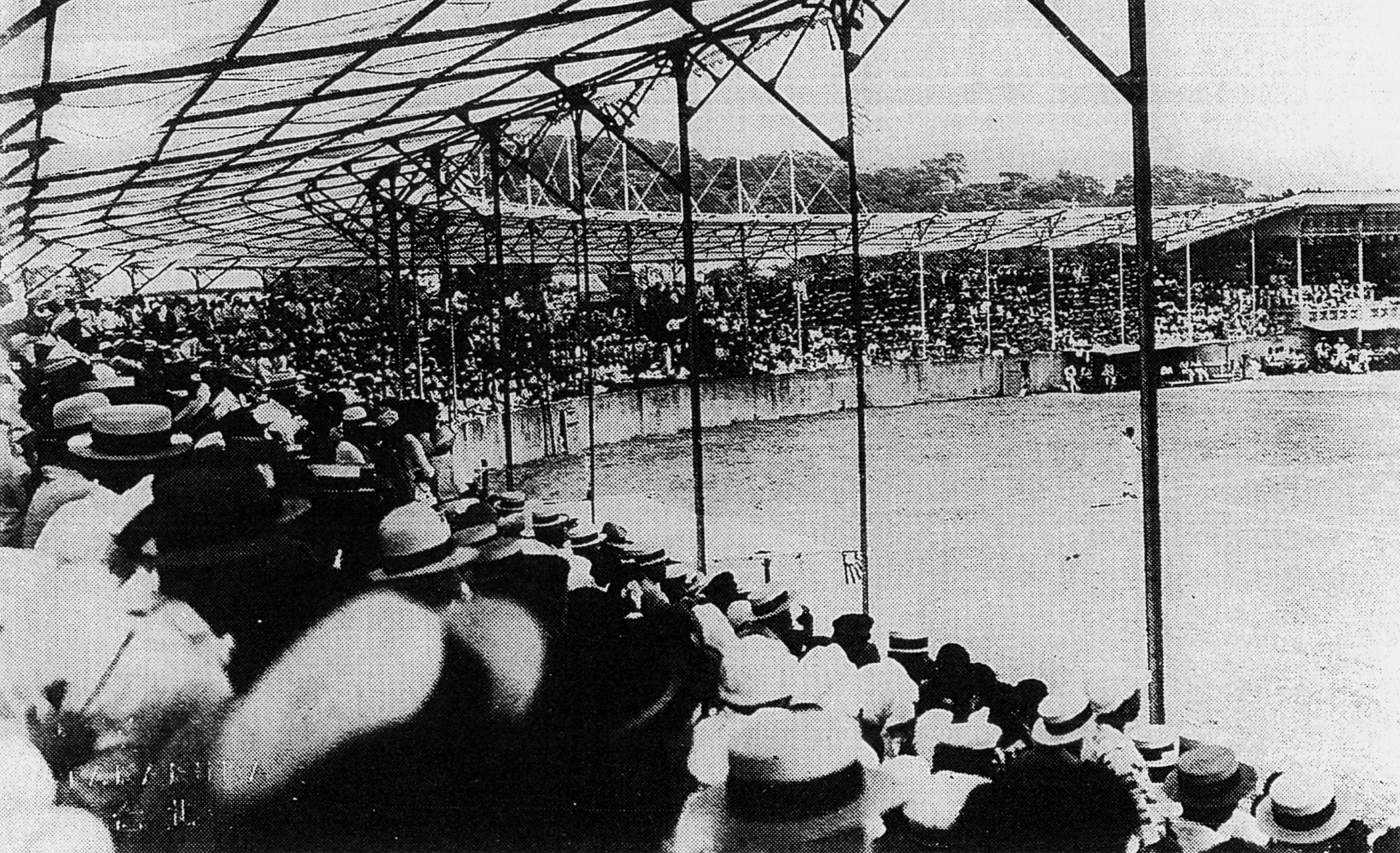
円山公園球場（1931年夏）
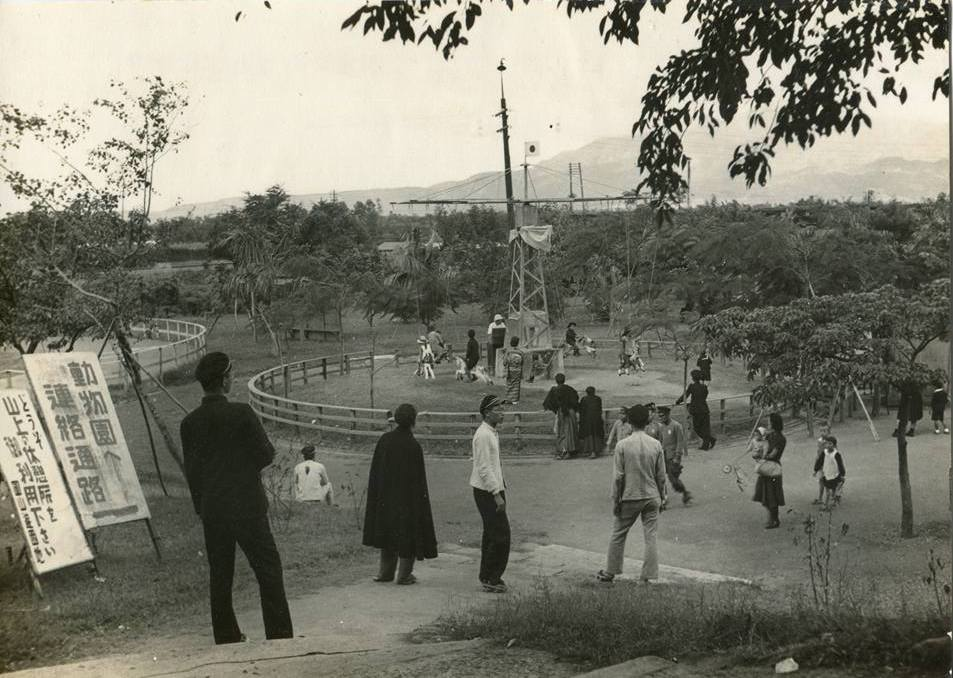
1940年頃の円山公園遊園地
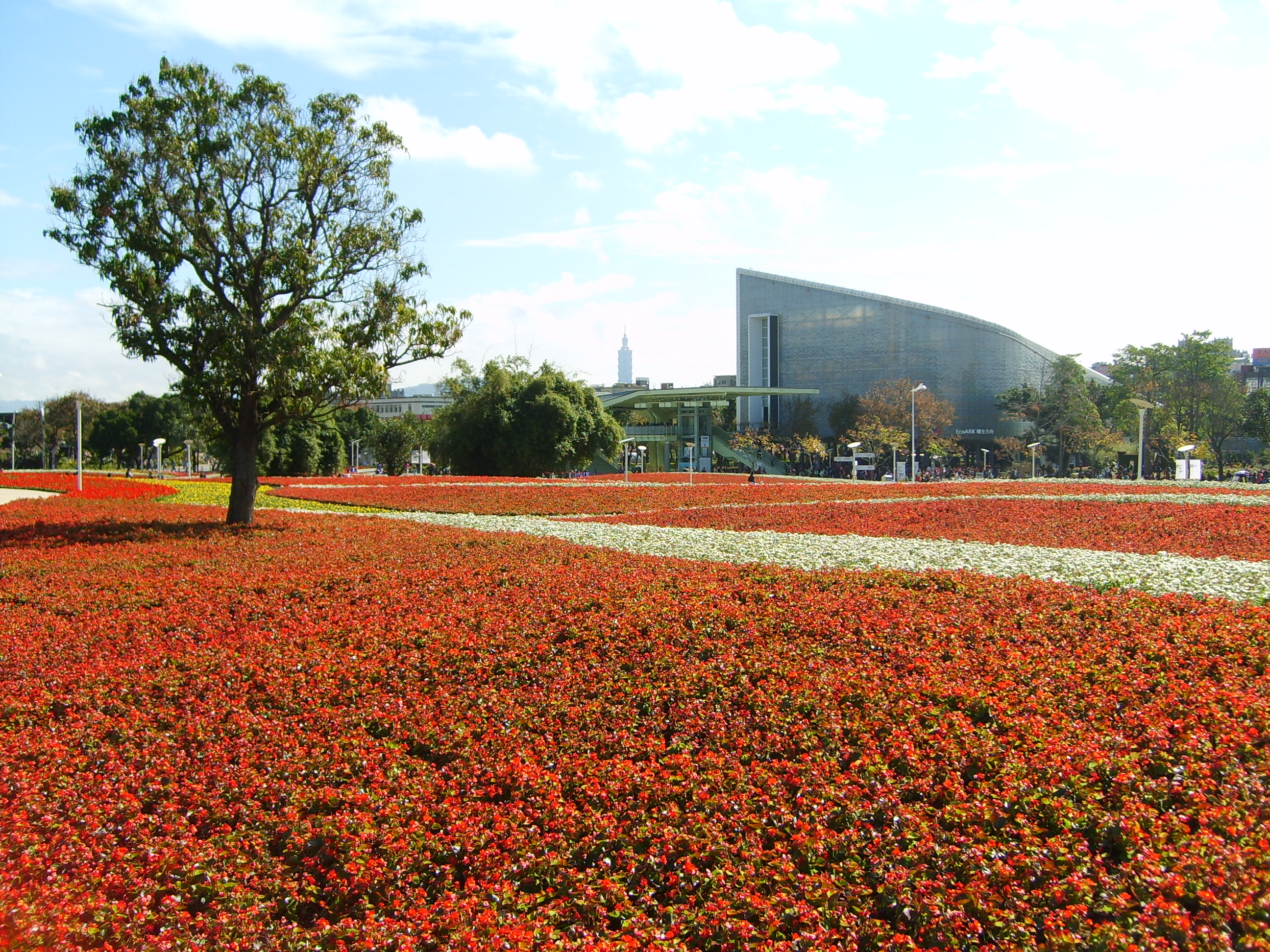
台北国際花の博覧会円山会場
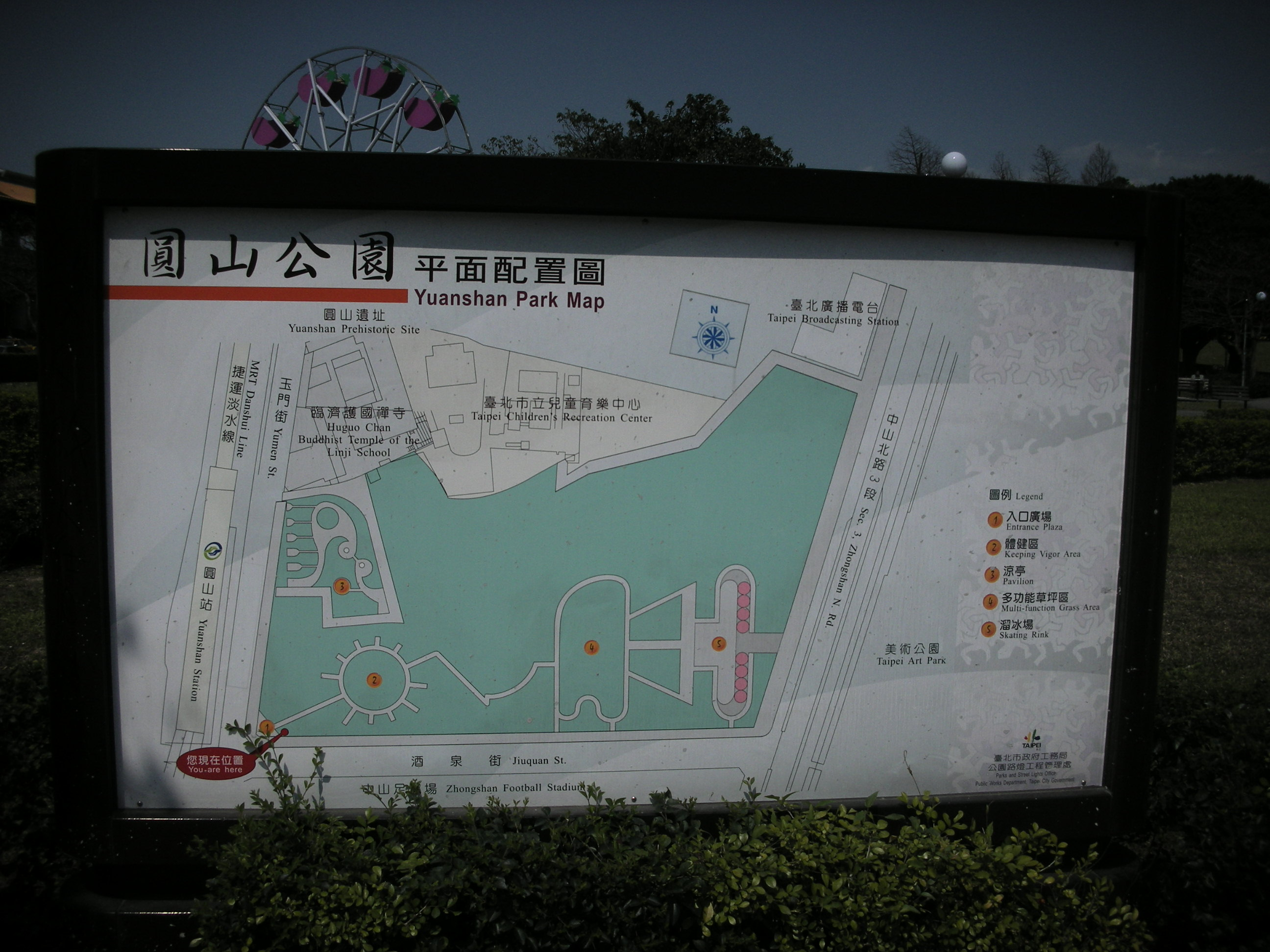
平面配置図

園内には、動物園、運動場、遊園地が設置されたが、動物園は1986年に文山区木柵に移転した。さらに、運動場は1989年に中山サッカー場となったが、2008年に廃止された。
2010年11月6日から2011年4月25日まで開催された台北国際花の博覧会の会場の一つとなった。

## アクセス
- 台北捷運淡水線円山駅

## 周辺情報
- 基隆河
- 台北市立美術館（中国語版）
- 台北故事館（円山別荘）
- 臨済護国禅寺